# Martin Baur
Martin Baur (* 10. November 1720 in Wies (Schattwald); † 4. September 1805) war ein österreichischer Orgelbauer.

## Leben
Über seine Tätigkeit als Orgelbauer ist nicht viel bekannt. Baur war als Bauer und Orgelbauer tätig.

## Werkliste
| Jahr         | Ort                       | Gebäude              | Bild | Manuale | Register | Bemerkungen |
| ------------ | ------------------------- | -------------------- | ---- | ------- | -------- | --- |
| um 1757/1759 | Tannheim (Tirol)          | Pfarrkirche          |      | II/P    | 18       | |
| 1775         | Stanzach                  | Pfarrkirche Stanzach |      |         |          | |
| ca. 1720     | Boden (Gemeinde Pfafflar) | St. Josef in Boden   |      | I/P     | 8        | 1843 verkauft. Das barocke Orgelwerk ist im Originalzustand in Boden (Gemeinde Pfafflar) erhalten. Heute steht in Häselgehr ein Orgelgehäuse von 1842 von Mathias Mauracher, die Orgel wurde 1997 von Pflüger Orgelbau erbaut. |